# Gvardeysky (huyện)
Gvardeysky (tiếng Nga: ? райо́н) là một huyện hành chính tự quản (raion), của tỉnh Kaliningrad, Nga. Huyện có diện tích 778 kilômét vuông, dân số thời điểm ngày 1 tháng 1 năm 2000 là 28600 người. Trung tâm của huyện đóng ở Gvardeysk.